# Alpinia eremochlamys
Alpinia eremochlamys är en enhjärtbladig växtart som beskrevs av Karl Moritz Schumann. Alpinia eremochlamys ingår i släktet Alpinia och familjen Zingiberaceae. Inga underarter finns listade i Catalogue of Life.